# Pseudotryphosa umbonatus
Pseudotryphosa umbonatus is een vlokreeftensoort uit de familie van de Lysianassidae. De wetenschappelijke naam van de soort werd in 1883 voor het eerst geldig gepubliceerd door Georg Ossian Sars.